# Рахово
Рахово (грч. Πολύρραχο, Полирахо) је насељено место у општини Сервија у периферији Западна Македонија, Грчка. Према попису из 2021. године било је 63 становника.
Насеље је 1913. године имао 144 житеља Грка. Српски историчар Спиридон Гопчевић, 1890. године бележи да је Рахово хеленизовано словенско село.